# 丽江野丁香
丽江野丁香（学名：Leptodermis dielsiana）为茜草科野丁香属下的一个种。

## 扩展阅读
- 維基物種上的相關：丽江野丁香